# Calyptommatus confusionibus
Calyptommatus confusionibus là một loài thằn lằn trong họ Gymnophthalmidae. Loài này được Rodrigues, Zaher & Curcio mô tả khoa học đầu tiên năm 2001.